# League of Legends Japan League
League of Legends Japan League (LJL) (Tiếng Nhật: リーグ・オブ・レジェンド ジャパン・リーグ) là giải đấu thể thao điện tử Liên Minh Huyền Thoại chuyên nghiệp cấp cao nhất của khu vực Nhật Bản. Giải đấu chuyển sang hình thức nhượng quyền trước khi bắt đầu mùa giải 2019 và có 8 đội được hợp tác. Từ mùa giải 2024, số đội giảm xuống còn 6 đội. Mỗi mùa giải hàng năm được chia thành hai giải: mùa xuân và mùa hè, cả hai đều bao gồm mười vòng thi đấu vòng tròn một lượt, sau đó ba đội đứng đầu mỗi mùa sẽ thi đấu Vòng loại trực tiếp của PCS.
Trước năm 2024, đội vô địch giải mùa xuân và giải mùa hè sẽ đủ điều kiện tham dự Mid-Season Invitational và Chung kết thế giới. Tuy nhiên, kể từ năm 2024, các đội vô địch LJL sẽ không còn được tham dự trực tiếp MSI và CKTG nữa. Thay vào đó, ba đội đứng đầu mỗi mùa giải LJL sẽ phải thi đấu Vòng loại trực tiếp của Pacific Championship Series (PCS) và cạnh tranh với các đội PCS và OPL khác để có cơ hội đại diện cho khu vực tại các sự kiện quốc tế.

## Thể thức thi đấu

### Vòng bảng
- 6 đội tham gia thi đấu
- Vòng tròn 2 lượt tính điểm, tất cả các trận đấu theo thể thức Bo2
  - 3 điểm cho đội thắng
  - 1 điểm cho mỗi đội hoà
- 4 đội có thành tích tốt nhất sẽ lọt vào Vòng loại trực tiếp

### Vòng loại trực tiếp
- 4 đội tham gia thi đấu
- Loại trực tiếp, tất cả các trận đấu theo thể thức Bo5
- Ba đội đứng đầu sẽ đại diện cho LJL tại vòng loại trực tiếp của PCS

## Danh sách đội tuyển
Danh sách các đội tuyển tham gia LJL Mùa Xuân 2024.
| Đội                 | Xuất hiện lần đầu tại LJL | Vai trò thi đấu | Vai trò thi đấu | Vai trò thi đấu | Vai trò thi đấu | Vai trò thi đấu | Huấn luyện viên trưởng |
| Đội                 | Xuất hiện lần đầu tại LJL | Đường trên      | Đi rừng         | Đường giữa      | Đường dưới      | Hỗ trợ          | Huấn luyện viên trưởng |
| ------------------- | ------------------------- | --------------- | --------------- | --------------- | --------------- | --------------- | ---------------------- |
| AXIZ CREST          | Mùa Xuân 2024             | Washidai        | Van             | Eugeo           | Ssol            | Ino             | Son                    |
| Burning Core Toyama | Mùa Xuân 2024             | tol2            | EL              | Jool            | HowLa           | Charley         | Raina                  |
| DetonatioN FocusMe  | Mùa Xuân 2016             | RayFarky        | Steal           | Aria            | Yutapol         | Harp            | viviD                  |
| SoftBank HAWKS      | Mùa Xuân 2020             | Evi             | Forest          | DasheR          | Marble          | Vsta            | VicaL                  |
| Sengoku Gaming      | Mùa Xuân 2019             | Kinatu          | Ellim           | Jett            | Yuhi            | Gaeng           | Yang                   |
| V3 Esports          | Mùa Xuân 2018             | TaNa            | HRK             | Acee            | Bini            | Hetel           | HW4NG                  |

## Thống kê từng mùa
| Năm  | Mùa            | Quán quân          | Á quân                | Hạng 3              |
| ---- | -------------- | ------------------ | --------------------- | ------------------- |
| 2014 | Đông           | Rascal Jester      | Ozone Rampage         | Okinawan Tigers     |
| 2014 | Xuân           | DetonatioN FocusMe | Rascal Jester         | Ozone Rampage       |
| 2014 | Hè             | DetonatioN FocusMe | Ozone Rampage         | Rascal Jester       |
| 2014 | Chung kết tổng | DetonatioN FocusMe | Rascal Jester         |                     |
| 2015 | Mùa 1          | DetonatioN FocusMe | DetonatioN RabbitFive | 7th heaven          |
| 2015 | Mùa 2          | Ozone Rampage      | DetonatioN FocusMe    | 7th heaven          |
| 2015 | Chung kết tổng | DetonatioN FocusMe | Ozone Rampage         |                     |
| 2016 | Xuân           | DetonatioN FocusMe | Rampage               | Unsold Stuff Gaming |
| 2016 | Hè             | Rampage            | DetonatioN FocusMe    | 7th heaven          |
| 2017 | Xuân           | Rampage            | DetonatioN FocusMe    | Unsold Stuff Gaming |
| 2017 | Hè             | Rampage            | DetonatioN FocusMe    | 7th heaven          |
| 2018 | Xuân           | Pentagram          | DetonatioN FocusMe    | Unsold Stuff Gaming |
| 2018 | Hè             | DetonatioN FocusMe | Unsold Stuff Gaming   | PENTAGRAM           |
| 2019 | Xuân           | DetonatioN FocusMe | Unsold Stuff Gaming   | Crest Gaming Act    |
| 2019 | Hè             | DetonatioN FocusMe | V3 Esports            | Crest Gaming Act    |
| 2020 | Xuân           | DetonatioN FocusMe | Sengoku Gaming        | V3 Esports          |
| 2020 | Hè             | V3 Esports         | DetonatioN FocusMe    | Sengoku Gaming      |
| 2021 | Xuân           | DetonatioN FocusMe | V3 Esports            | Rascal Jester       |
| 2021 | Hè             | DetonatioN FocusMe | Rascal Jester         | AXIZ                |
| 2022 | Xuân           | DetonatioN FocusMe | Sengoku Gaming        | Rascal Jester       |
| 2022 | Hè             | DetonatioN FocusMe | Sengoku Gaming        | Fukuoka SHG         |
| 2023 | Xuân           | DetonatioN FocusMe | Sengoku Gaming        | FENNEL Fukuoka SHG  |
| 2023 | Hè             | DetonatioN FocusMe | Fukuoka SHG           | Sengoku Gaming      |
| 2024 | Xuân           | SoftBank HAWKS     | DetonatioN FocusMe    | Sengoku Gaming      |
| 2024 | Hè             | SoftBank HAWKS     | DetonatioN FocusMe    | Sengoku Gaming      |